# Tűzfal (film)
A Tűzfal (angolul Firewall) egy 2006-os amerikai bűnügyi dráma-thriller, melynek főszerepében Harrison Ford informatikai biztonságtechnikust alakít, akinek családjáért és életéért kell megküzdenie.

## Rövid cselekmény
|  | Alább a cselekmény részletei következnek! |

Jack Stanfield (Harrison Ford) jómódú számítógépes szakember, aki egy pénzintézet biztonsági rendszeréért felel, épp ezért kiváló célpont a ravasz bűnözőknek. Hónapokon keresztül figyelik őt minden részletre kiterjedően: fényképezik, lehallgatják, átkutatják a szemetét stb. Jack cége éppen fúzióra készül egy bankhálózattal, azonban a vevő meglehetősen antipatikus az informatikus számára. A helyzetet csak súlyosbítja, hogy internetes szerencsejátékon felhalmozott adósságot akarnak rajta behajtani, amiről nem is tehet.
Hazatérve éri az igazi meglepetés: feleségét, Beth-et (Virginia Madsen) és két gyerekét, Sarah-t (Carly Schroeder) és Andy-t (Jimmy Bennett) gúzsba kötve találja, míg négy fegyveres – az egyikük a Bill Cox néven szereplő behajtó (Paul Bettany) – őrzi őket. A házat kívül-belül bekamerázták, ennek ellenére Jack később sikertelen szökést kísérel meg. A minden részletre figyelő gonosztevők bekamerázva és lehallgatózva küldik a munkahelyére, és miután minden kitörési kísérlete kudarcot vall, rááll az alkura: a családja életét megkímélik, ha bizonyos összegeket átutal a leggazdagabb ügyfelektől a bűnözők számlájára. Ekkor azonban nem várt akadályba ütköznek: a fúzió miatt leszerelték a bank kezelőtermináljait, ezért csak másnap, bonyolult és rögtönzött technikai trükkökkel – szkennelve, majd a szkennelt adatokat digitalizáltan – lehetséges hozzáférni a számlákhoz.
Stanfield ezt is megoldja, ám amikor hazatér, a családja nincs otthon – sőt vele is végezni akar az egyik túszejtő. Ő ezt megakadályozza, és azonnal barátjához siet segítségért, csakhogy rosszkor érkezik: szemtanúja lesz, amint Cox az ő pisztolyával lelövi barátját, ráadásul egy üzenetrögzítőn tárolt hangrészlet segítségével úgy állítja be a dolgot, mintha Jack – miután kirabolta a bankot – még felesége hűtlenségére is rájött volna, és ő lőtte volna le barátját.
Stanfield innen még elmenekül, és sikeresen meggyőzi a Cox által vele kirúgatott titkárnőjét (Mary Lynn Rajskub) ügye igazáról. Egy repülőtéri bankfiók segítségével (és némi leleménnyel) visszautalja az összes pénzt az emberrablók számlájáról, és kutyája GPS-es nyakörvére ráállva megtalálja a semmi közepébe tartó bűnözőket. Robbanással és lövöldözéssel egybekötött végső leszámolás keretében végez az utolsó gonosztevőkkel.

## Szereplők
| Szerep                      | Színész               | Szinkronhang    |
| --------------------------- | --------------------- | --------------- |
| Jack Stanfield              | Harrison Ford         | Végvári Tamás   |
| Bill Cox                    | Paul Bettany          | Forgács Péter   |
| Beth Stanfield              | Virginia Madsen       | Fehér Anna      |
| Sarah Stanfield             | Carly Schroeder       | Csuha Borbála   |
| Andy Stanfield              | Jimmy Bennett         | Penke Bence     |
| Janet Stone                 | Mary Lynn Rajskub     | Bertalan Ágnes  |
| Banki alkalmazott           | Gail Ann Lewis        |                 |
| Gary Mitchell               | Robert Patrick        | Orosz István    |
| Harry                       | Robert Forster        | Vass Gábor      |
| Arlin Forester              | Alan Arkin            | Kristóf Tibor   |
| Bobby                       | Matthew Currie Holmes |                 |
| Betty                       | Candus Churchill      |                 |
| Rich                        | David Lewis           | Szatmári Attila |
| Ravi                        | Zahf Paroo            |                 |
| Laurie                      | Pat Jenkinson         |                 |
| Alan Hughes                 | Eric Keenleyside      |                 |
| Pincérnő                    | Ona Grauer            |                 |
| Vel                         | Kett Turton           | Dányi Krisztián |
| Liam                        | Nikolaj Coster-Waldau | Zámbori Soma    |
| Pim                         | Vince Vieluf          | Szabó Máté      |
| Willy                       | Vincent Gale          | Welker Gábor    |
| Sandra                      | Beverley Breuer       |                 |
| Wendy                       | Jennifer Kitchen      |                 |
| Videomegfigyelési technikus | Kevin Mundy           |                 |
| Banki alkalmazott           | Finn Michael          |                 |
| Biztonsági őr               | Richard Hendery       |                 |
| Bob                         | Ken Tremblett         |                 |
| Barátnő                     | Rebecca Reichert      |                 |
| Ajtónálló                   | Andrew McNee          |                 |
| Janet szembeszomszédja      | Elizabeth Thai        |                 |
| Bankpénztárosnő             | Brenda Crichlow       |                 |
| Reptéri közlekedési rendőr  | Ty Olsson             |                 |

## Kritikák
A legtöbb kritika középszerű, sablonos, panelekből felépülő, ám végeredményben szórakoztató filmnek tekinti a Tűzfalat. A címválasztást többen helytelenítik, és sokan sajnálkoznak, hogy Harrison Ford egy ilyen alkotásban tért vissza a vászonra.

## Érdekességek
- A film munkacíme The Wrong Element volt.
- Az eredeti rendezőt Richard Loncraine váltotta, akit Paul Bettany ajánlott. Ők már dolgoztak együtt a Wimbledon – Szerva itt, szerelem ott című filmen.
- Harrison Ford régi rajongói Jack végső összecsapását Ford egyik korábbi filmjéhez, a Szárnyas fejvadászhoz hasonlítják. Mindkettőben szemtől szemben küzdenek, fegyver nélkül egy elhagyatott épületben.
- Az alapötlet hasonló Demond Lowden Bellman and True című regényéhez, melynek filmváltozatát Richard Loncraine, a Tűzfal rendezője készítette. Szintén Lowden regénye szolgált alapul Kim Basinger és Val Kilmer filmjéhez, a Tuti balhéhoz.
- A cselekmény hasonló egy való életben elkövetett rabláshoz, ami 2006. február 22-én történt Anglia déli részén, tizenkét nappal a film amerikai bemutatója után. A rablás az angol bűnüldözés történetének legnagyobbja volt, aminek folyamán fegyveres rablók elrabolták és fenyegették a bankigazgatót (és családját), hogy belépést nyerjenek a Bank of England egyik készpénzraktárába, s hozzájussanak több mint 53 millió fonthoz.
- Az egyik jelenetben a háttérben a gyerekek a ReBoot című műsor egyik epizódját nézik. Egy másik alkalommal tisztán hallható a SpongyaBob Kockanadrág is.
- Ez Harrison Ford első filmje közel három év után, a 2003-as Hollywoodi őrjáratot követve. A 64 éves színész karrierjében ez volt a leghosszabb kihagyás.
- Magyar hangját Végvári Tamás kölcsönözte